# Le Rideau cramoisi (roman)
Cet article concerne le roman policier de John Dickson Carr. Pour le film français d'Alexandre Astruc, voir Le Rideau cramoisi.
Le Rideau cramoisi — Behind the Crimson Blind, dans l'édition originale — est un roman policier américain de John Dickson Carr publié en 1952, sous le pseudonyme de Carter Dickson. C'est le 21e roman de la série mettant en scène le personnage de Sir Henry Merrivale.

## Résumé
Sir Henry Merrivale se rend à Tanger pour jouir de vacances bien méritées. Malheureusement pour lui, à sa descente d'avion, la police marocaine sollicite ses services pour mettre en échec un des plus astucieux cambrioleurs de bijoux européens qu'on surnomme « l'Homme au Coffre de Fer ». 
Le soir même, le voleur s'introduit dans une bijouterie pour faire main basse sur des joyaux, mais sans savoir qu'il s'agit d'un piège. Pour parvenir à échapper au filet des autorités, qui agissaient sur les conseils de Merrivale, il doit toutefois tirer deux coups de feu en direction de la jeune Paula Bentley qui s'en sort indemne. Cette dernière surprend le lendemain un Russe naturalisé américain, qui a pour nom Collier, en train d'examiner à la loupe une grande quantité de diamants. Or, quand la police procède à une perquisition des lieux, les bijoux et le coffre-fort qui les contenaient ont disparu, alors que toutes les issues de la maison étaient surveillées. Dans cette affaire, Merrivale semble pour une fois dépassé par les événements.  

## Éditions
Éditions originales en anglais
- (en) Carter Dickson, Behind the Crimson Blind, New York, Morrow, 1952 — édition originale américaine.
- (en) Carter Dickson, Behind the Crimson Blind, Londres, Heinemann, 1952 — édition originale britannique.

Édition française
- (fr) John Dickson Carr (auteur) et Jean-Pierre Massias (traducteur) (trad. de l'anglais), Le Rideau cramoisi [« Behind the Crimson Blind »], Paris, Librairie des Champs-Élysées, coll. « Le Masque no 2403 », 1997, 413 p. (ISBN 2-7024-2908-4, BNF 36999715)

## Source
- Roland Lacourbe, John Dickson Carr : scribe du miracle. Inventaire d'une œuvre, Amiens, Encrage, 1997, p. 90-91.